# Tarmo Kink
Tarmo Kink (* 6. Oktober 1985 in Tallinn) ist ein estnischer  Fußballspieler.

## Karriere
Aufgrund seiner Treffsicherheit bei SC Real Tallinn und FC Viimsi wurde man schnell auf Kink aufmerksam und so ging er nach Russland zum Spartak Moskau. Hier konnte er sich aber nicht durchsetzen, brachte es gerade mal auf zwei Einsätze in drei Spielzeiten. Danach ging er zurück nach Estland zum FC Levadia und konnte sich dort etablieren. Im Januar 2009 wechselte er zum ungarischen Verein Győri ETO FC, wo er einen 3,5-Jahres-Vertrag erhielt. Kink erzielte in der Qualifikationsphase 2010/11 der UEFA Europa League drei Tore in zwei Spielen gegen den slowakischen Verein FC Nitra.
Am 27. Juli 2010 unterzeichnete Tarmo Kink einen Drei-Jahres-Vertrag beim FC Middlesbrough. Die Ablöse betrug eine Million Euro. Kink gab sein Debüt am 7. August 2010, als er für Justin Hoyte in der 60. Minute im Spiel gegen Ipswich Town eingewechselt wurde. Im Februar 2012 unterschrieb Kink einen Vertrag bis Saisonende bei Karpaty Lwiw. Nach zwei Monaten und fünf Spielen in der Ukraine, wurde sein Vertrag aufgelöst. Er wechselte anschließend im Juni 2012 zum italienischen Serie B Verein AS Varese 1910. Kink spielte zehn Spiele in der Serie B, bevor er im Januar 2013 bis Saisonende zum ungarischen Erstligisten Győri ETO FC verliehen wurde. Im Sommer 2013 kehrte er nach Italien in die Serie B zu Varese zurück.
Kink war in den Jahren 2012–2020 in 15 verschiedenen Mannschaften unter Vertrag, seit eben 2020 steht er für Zenit Tallinn auf dem Rasen.

## Erfolge
Spartak Moskau
- Russischer Pokalsieger: 2003

FC Levadia Tallinn
- Estnischer Meister: 2006, 2007, 2008
- Estnischer Pokalsieger: 2007

ETO FC Györ
- Ungarischer Meister: 2013

Inverness Caledonian Thistle
- Schottischer Pokalsieger: 2015

SJK Seinäjoki
- Finnischer Pokalsieger: 2016